# Lecanodiaspis prosopidis
Lecanodiaspis prosopidis är en insektsart som först beskrevs av William Miles Maskell 1895.  Lecanodiaspis prosopidis ingår i släktet Lecanodiaspis och familjen Lecanodiaspididae. Inga underarter finns listade i Catalogue of Life.

## Bildgalleri

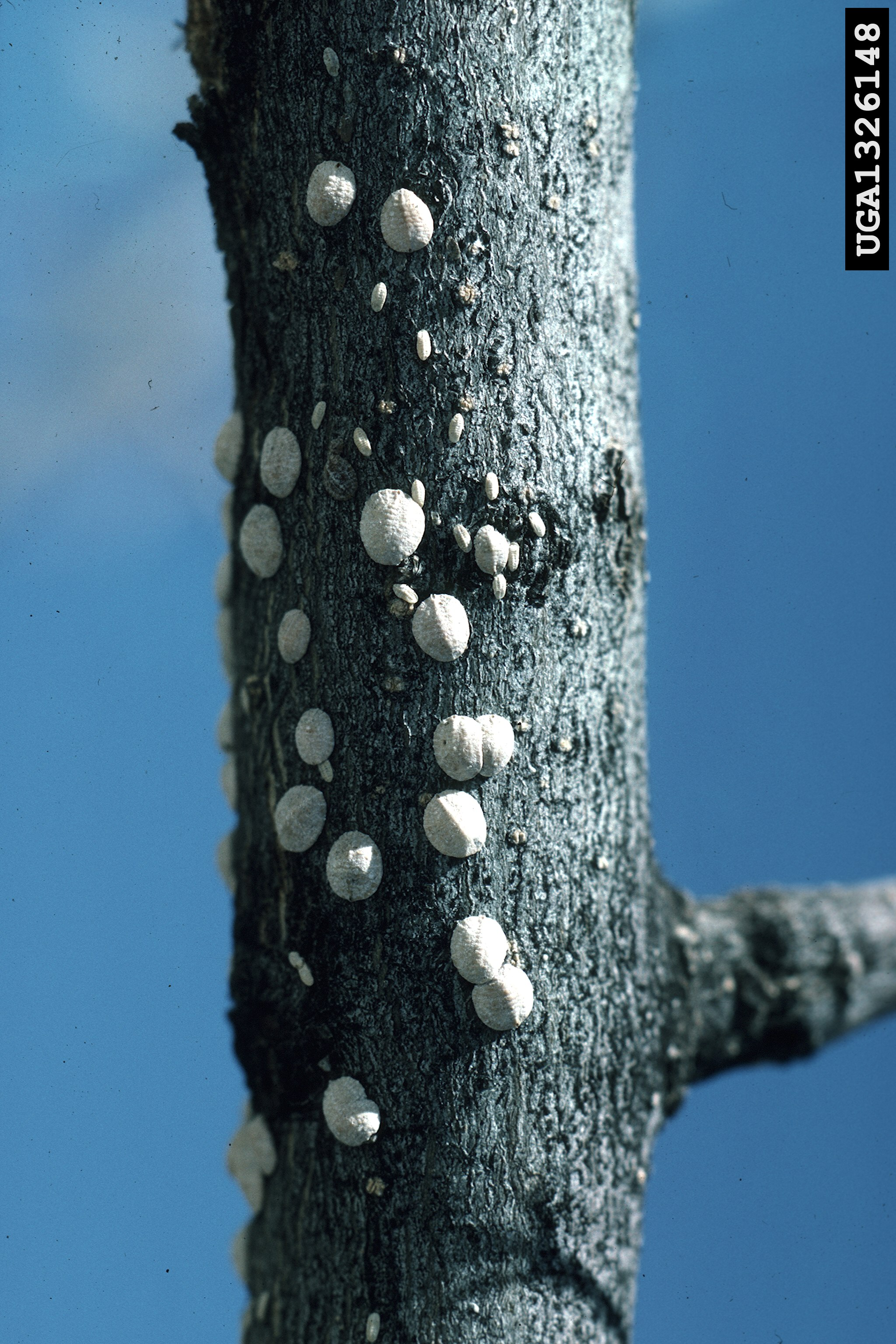